# ColorADD

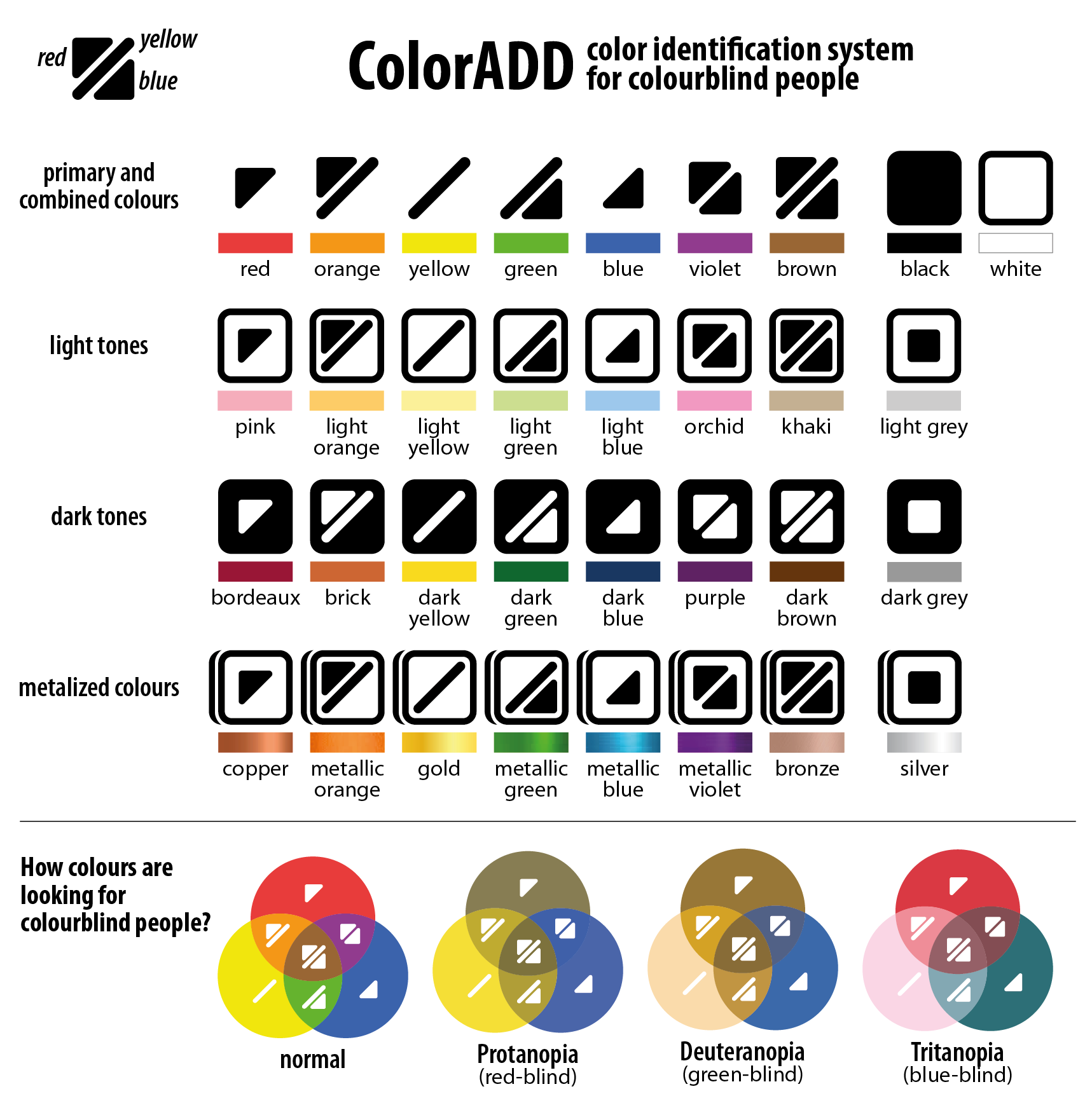
ColorADD.

ColorADD est un système de pictogrammes pour identifier les couleurs, destiné aux daltoniens. Il a été créé par le designer Miguel Neiva à Porto (Portugal), et est utilisé dans une bibliothèque, et sur des timbres poste.

## Principe
Pour certains actes courants comme l'achat de vêtements ou de crayons de couleur l'identification verbale de la couleur d'un objet peut suppléer à la perception de sa nuance. Dans la signalisation, redoubler une identification colorée — zone verte — par un pictogramme rend l'indication accessible pour les 10 à 15% de la population avec une déficience de la vision des couleurs.
Le système repose sur l'expérience du coloriage, aussi bien pour les daltoniens que pour les personnes dont la vision des couleurs est normale.
Miguel Seiva a choisi des formes géométriques simples pour les trois pigments élémentaires rouge, jaune, bleu. Les combinaisons, comme dans la peinture, constituent sept classes de couleurs. Un entourage noir note une valeur claire, sans autre signe un blanc, un fond noir avec signes blancs une valeur sombre, sans autre signe un noir. Avec deux nuances de gris, il y a en tout vingt-sept combinaisons. Le système ajoute un signe qui dénote la brillance, non que ce caractère soit invisible par les daltoniens, mais pour coder les nuances or et argent, d'une importance particulière pour la mode.
Leur combinaison donne une notion de la couleur de l’objet. Le sens de présentation compte.

## Autres sens decolor add
Aux États-unis, le « color-add process » désigne, dans la culture commerciale d'agrumes, la teinture de l'écorce d'un fruit pour lui donner l'apparence de celui mûri sur l'arbre.